# Чумак Віктор Васильович
Ві́ктор Васи́льович Чума́к (нар. 5 червня 1958, Хмельницький) — український юрист, генерал-майор юстиції запасу.
Головний військовий прокурор України (2019—2020). Нардеп VII та VIII скл. Голова Комітету ВРУ з питань боротьби з організованою злочинністю і корупцією (2012—2014), заступник голови цього ж комітету (2014—2016), в.о. генпрокурора України.
Член Агентства з питань запобігання корупції. У березні 2015 року — один з чотирьох офіційних претендентів на посаду Директора Національного антикорупційного бюро України.

## Життєпис
Народився 5 червня 1958 року у місті Хмельницький. Закінчив Хмельницьке вище артилерійське командне училище (1977—1981) і юридичний факультет Київського національного університету імені Тараса Шевченка, спеціальність «Правознавство» (1990—1995). Вивчав курси права ЄС та прикордонного менеджменту в Академії прикордонної поліції Німеччини.
Кандидат юридичних наук, доцент. Дисертація «Законодавче регулювання основ дисциплінарної відповідальності військовослужбовців: науково-теоретичний та прикладний аспекти» (1998).
«Юрист року» — 1999, 2000 рр. — Всеукраїнський конкурс на найкраще професійне досягнення. Автор 37 наукових праць.
До 2010 р. — директор Департаменту політичного аналізу та безпеки Міжнародного центру перспективних досліджень. Фахові галузі: безпека та оборона, правоохоронна діяльність, конституційне право, адміністративне право, військове право, міграційне право, митне та прикордонне законодавство.
У 1992—2004 роках працював на керівних посадах у Державній прикордонній службі України, у 1981—1992 роках — на командних посадах у Збройних силах СРСР. З 2010 року — директор Українського інституту публічної політики.
12 грудня 2012 року став народним депутатом України 7-го скликання, балотуючись і будучи обраним від партії Віталія Кличка «УДАР» по одномандатному столичному округу № 214.

27 листопада 2014 року вдруге був обраний народним депутатом України 8-го скликання за списками Блоку Порошенка по виборчому округу № 214 (Київ), набравши 51,52 % голосів виборців. 11 грудня 2015 Кабінет Міністрів України призначив Віктора Чумака членом Національного агентства з питань запобігання корупції. У парламенті був членом фракції «БПП», яку покинув 4 лютого 2016 року за власним бажанням. У 2017 році обраний лідером громадської спілки «Громадянський рух Хвиля».

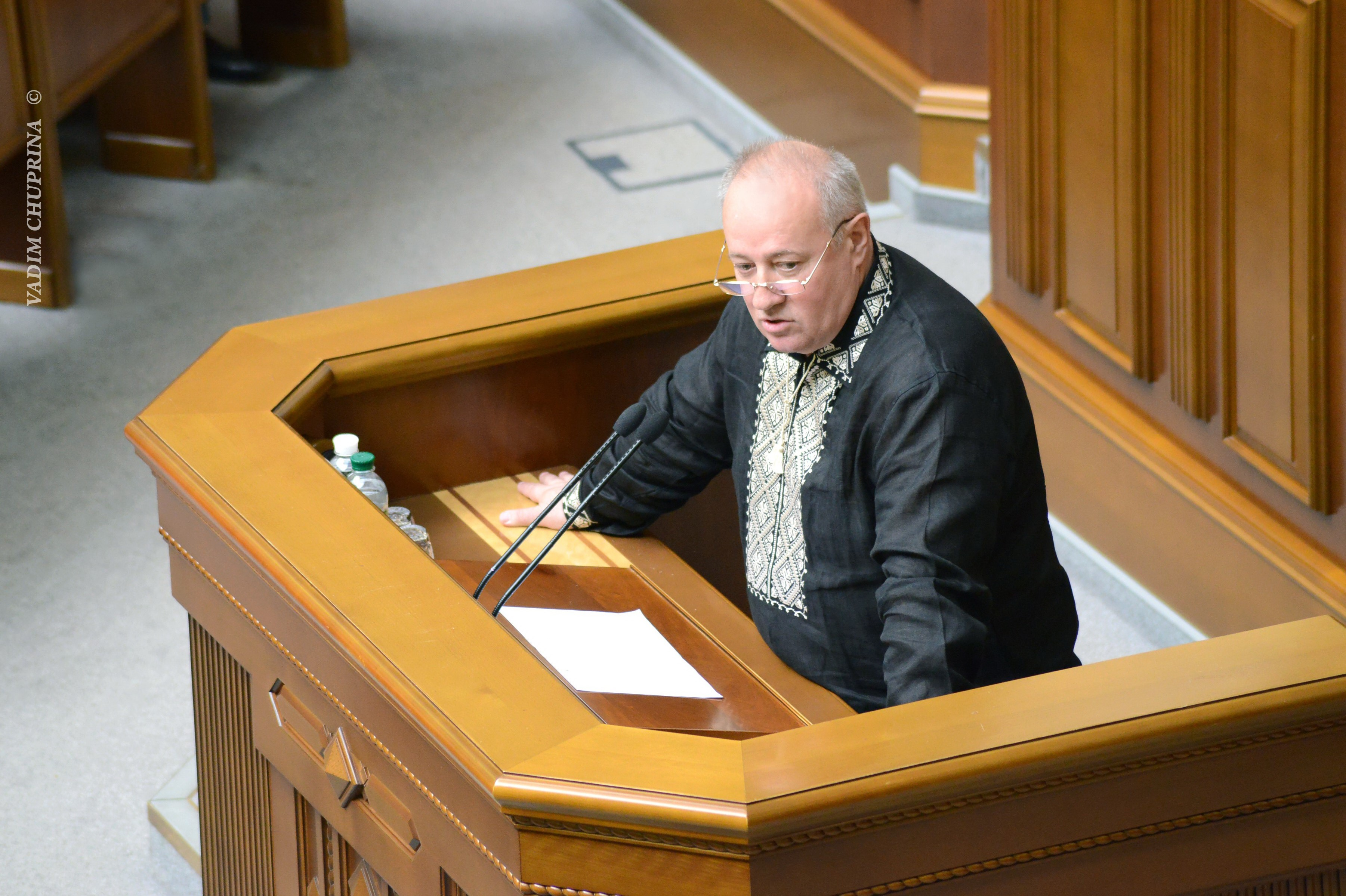
На трибуні Верховної Ради

10 грудня 2018 року Віктор Чумак підтримав на президентських виборах-2019 лідера партії «Громадянська позиція» Анатолія Гриценка та очолив його передвиборчий штаб.
25 червня 2019 року призначений членом Національної ради з питань антикорупційної політики.
З 11 вересня — головний військовий прокурор України. З 4 січня 2020 — заступник генерального прокурора України Руслана Рябошапки. З 6 березня — виконувач обов'язків генпрокурора України.
17 березня звільнився з посади генпрокурора, того ж дня ВРУ підтримала подання Зеленського щодо призначення Ірини Венедіктової генпрокурором.

## Сім'я
Одружений, батько двох дітей – донька й син (Чумак Андрій Вікторович).